# 戦列
| ウィキペディアには「戦列」という見出しの百科事典記事はありません（タイトルに「戦列」を含むページの一覧/「戦列」で始まるページの一覧）。 代わりにウィクショナリーのページ「戦列」が役に立つかもしれません。 |